# Ruzabira
Ruzabira är ett vattendrag i Burundi.   Det ligger i provinsen Muyinga, i den norra delen av landet, 130 kilometer nordost om huvudstaden Bujumbura.
Omgivningarna runt Ruzabira är en mosaik av jordbruksmark och naturlig växtlighet. Runt Ruzabira är det tätbefolkat, med 343 invånare per kvadratkilometer.